# Marcé
Marcé ist eine französische Gemeinde mit zuletzt 846 Einwohnern (Stand: 1. Januar 2022) im Département Maine-et-Loire in der Region Pays de la Loire. Sie gehörte zum Arrondissement Angers und zum Kanton Angers-6. Die Einwohner werden Marcéens genannt.

## Geographie
Marcé liegt etwa 24 Kilometer nordöstlich von Angers in der Baugeois. Im östlichen Gemeindegebiet verläuft das Flüsschen Pont Rame. Umgeben wird Marcé von den Nachbargemeinden La Chapelle-Saint-Laud im Norden, Durtal im Nordosten, Jarzé Villages im Süden und Osten, Corzé im Südwesten sowie Seiches-sur-le-Loir im Westen.
Im südlichen Gemeindegebiet liegt der Flughafen Angers Loire. Durch die Gemeinde führt die Autoroute A11.

## Bevölkerungsentwicklung
| Jahr                       | 1962 | 1968 | 1975 | 1982 | 1990 | 1999 | 2006 | 2018 |
| Einwohner                  | 582  | 547  | 526  | 593  | 619  | 637  | 805  | 840  |
| Quellen: Cassini und INSEE |      |      |      |      |      |      |      |      |

## Sehenswürdigkeiten
Siehe auch: Liste der Monuments historiques in Marcé
- Kirche Saint-Martin-de-Tours aus dem 12. Jahrhundert, Umbauten im 16. Jahrhundert, Monument historique
- Kapelle Saint-Léonard
- Pfarrhaus aus dem 18. Jahrhundert
- Herrenhaus La Brideraie aus dem 16. Jahrhundert, Monument historique
- Herrenhaus Le Bois-de-l'Humeau aus dem 18. Jahrhundert, Monument historique
- Schloss und Kapelle von Princé aus dem 16. Jahrhundert
- Schloss La Souchardière aus dem 19. Jahrhundert
- Reste des Herrenhauses von Singé

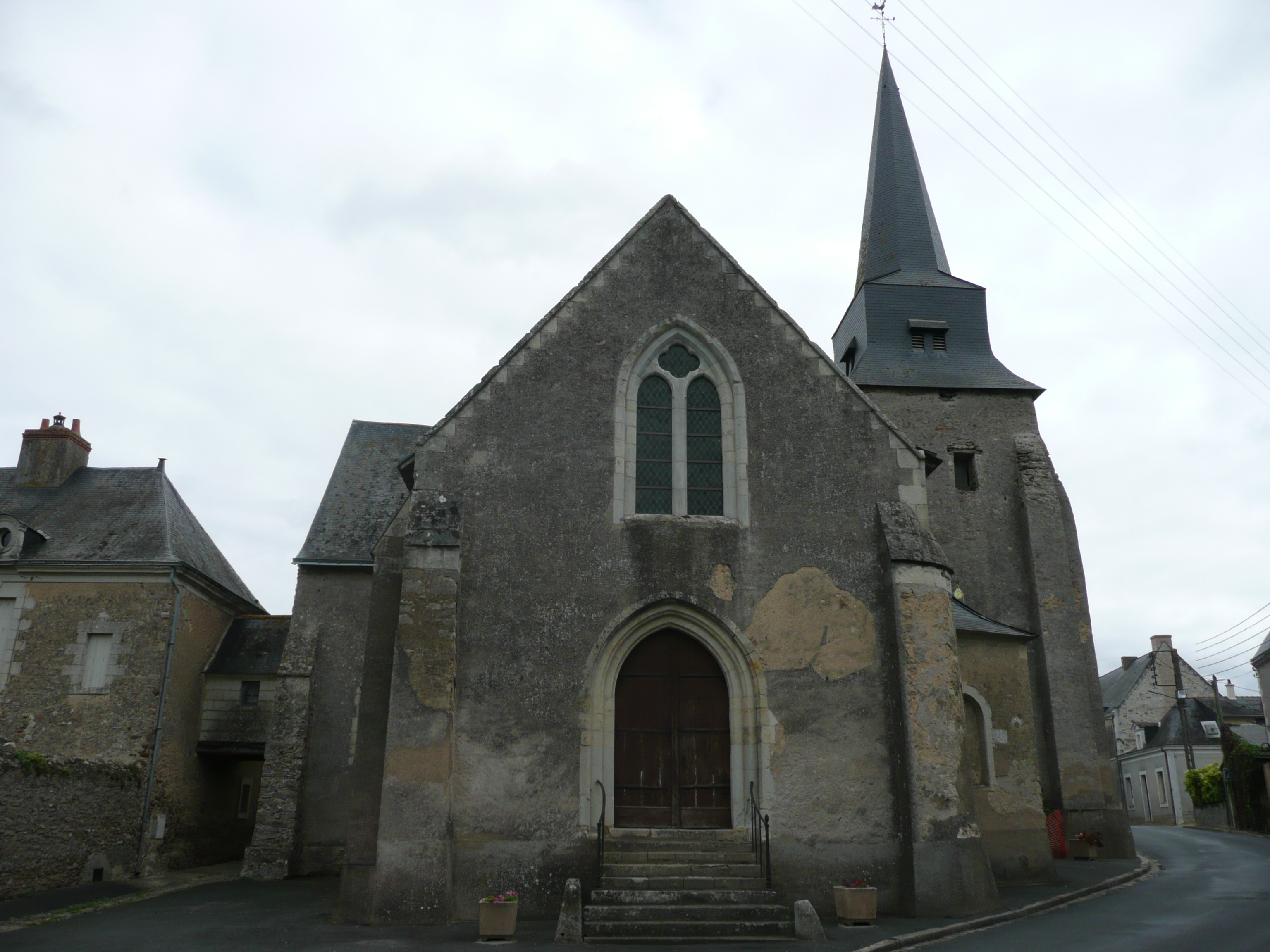
Kirche Saint-Martin-de-Tours
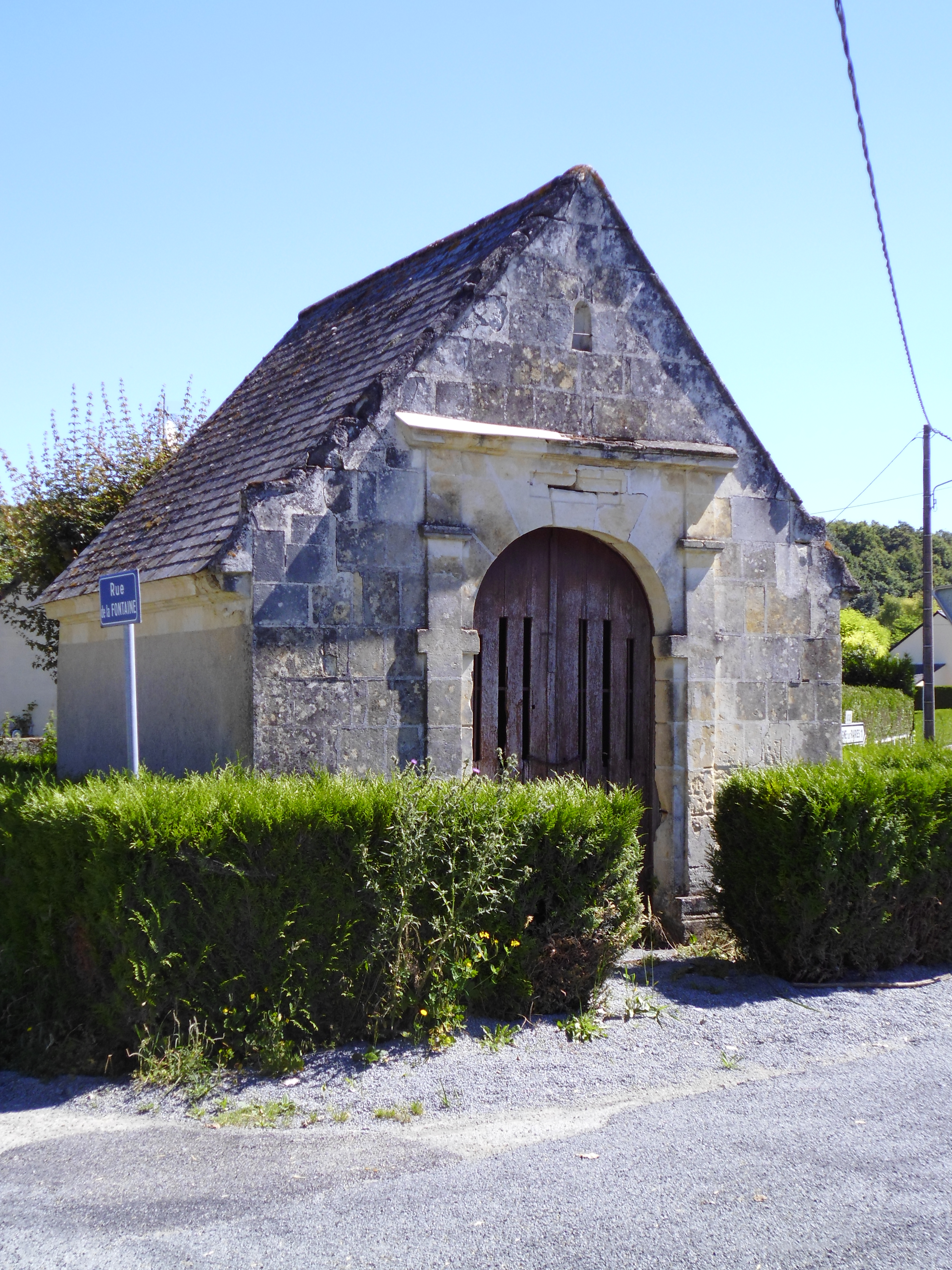
Kapelle Saint-Léonard
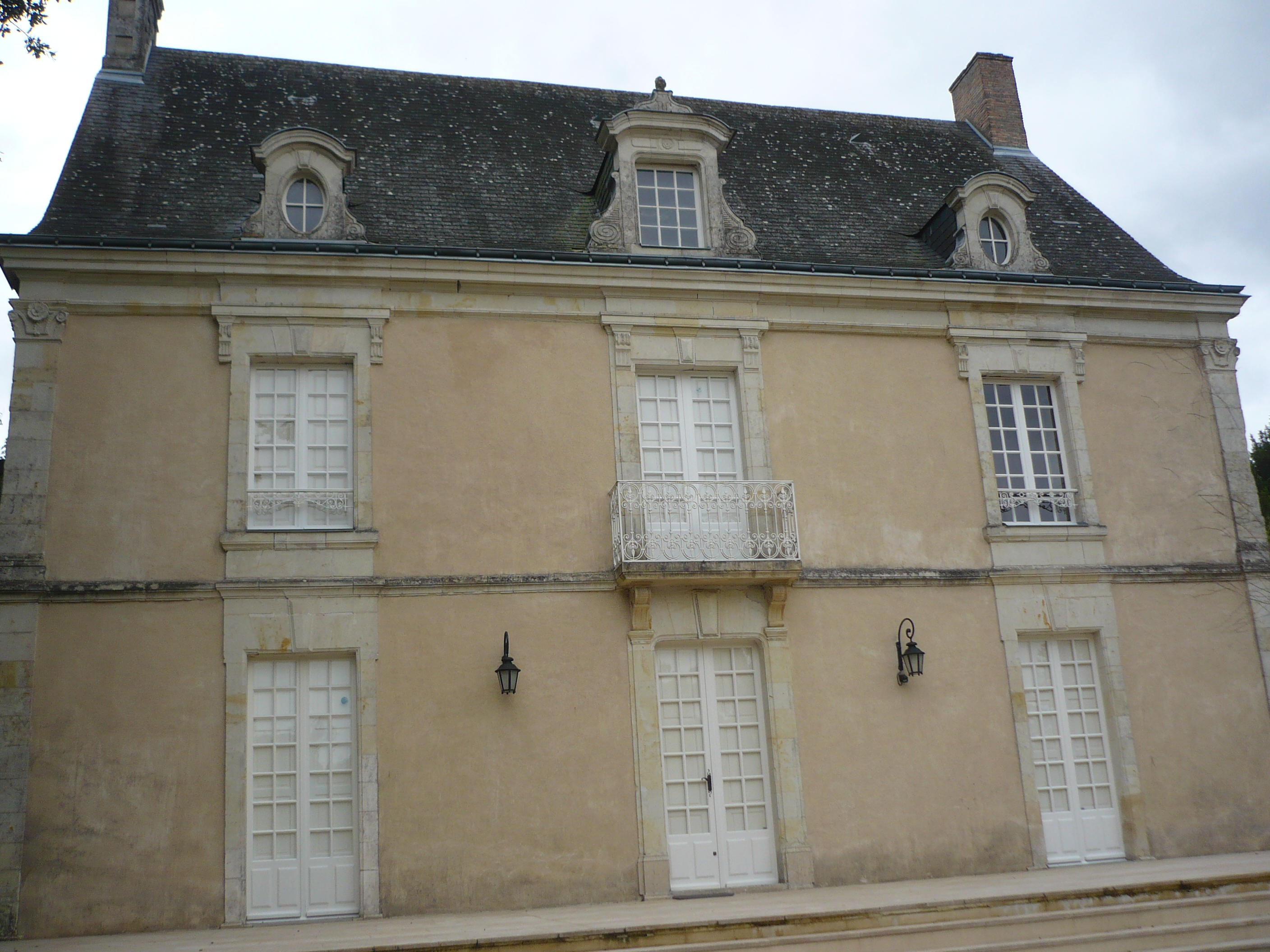
Herrenhaus Le Bois-de-l'Humeau
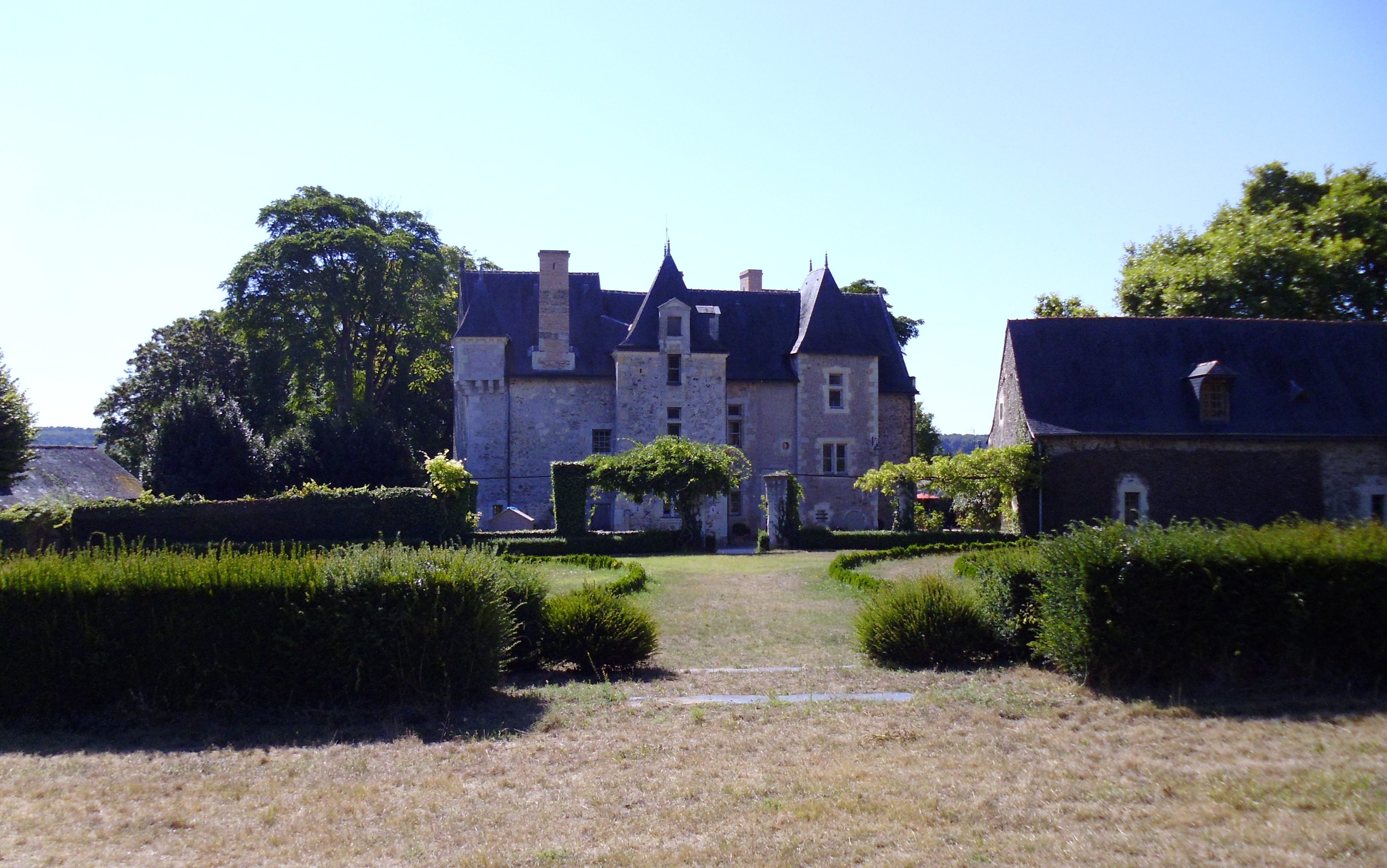
Herrenhaus La Brideraie